# Курт Грошке
Курт Грошке (нім. Kurt Gröschke; нар. 17 липня 1907, Берлін — пом. 26 березня 1996, Оденталь, Північний Рейн-Вестфалія) — німецький офіцер, оберст повітряно-десантних військ Вермахту. За часів Другої світової війни командував парашутно-десантним полком та парашутною дивізією Люфтваффе. Кавалер Лицарського хреста з дубовим листям (1945).

## Біографія
Курт Грошке розпочав службу в поліції Берліна. 1 квітня 1934 року отримав звання лейтенант. 1 жовтня 1935 року підвищений в обер-лейтенанти. Згодом поступив добровольцем до лав 1-го парашутного полку, де 1938 році став командиром 2-ї роти полку. 1 січня 1940 року отримав звання гауптман.
10 травня 1940 року десантувався в Голландії під Дордрехтом у ході вторгнення німецького вермахту до Нижніх країн. Пізніше з ротою перекинутий до Норвегії, де бився під Нарвіком. У травні 1941 року брав участь у десантуванні та боях на грецькому Криті.
Взимку 1941/1942 року К. Грошке призначений командиром 2-го парашутного батальйону 2-го парашутного полку, який змагався на німецько-радянському фронті. 1 квітня 1942 року підвищений у майори. У липні 1943 року разом зі своїм батальйоном переведений до Італії, де вів оборонні бої проти союзних військ. 1 квітня 1944 року підвищений в оберстлейтенанти Люфтваффе.
9 червня 1944 року за проявлені хоробрість та вміле керівництво підрозділом нагороджений Лицарським хрестом Залізного хреста. Потім він очолив у Франції 15-й парашутний полк і керував ним з червня 1944 року на фронті проти союзних військ, що висадилися в Нормандії. 9 січня 1945 року за свої сміливі дії під час боїв у Фалезькому котлі він отримав нагороду Лицарський хрест Залізного хреста з Дубовим листям. У березні 1945 року він став командиром залишків 5-ї дивізії парашутистів і бився з нею до кінця війни. У квітні 1945 року здався в полон союзників.

## Нагороди
- Медаль «За вислугу років у Вермахті» 4-го класу (4 роки)
- Залізний хрест
  - 2-го класу (20 жовтня 1939)
  - 1-го класу (22 травня 1940)
- Комбінований Знак Пілот-Спостерігач
- Знак парашутиста Німеччини
- Нарукавна стрічка «Крит»
- Німецький хрест в золоті (21 червня 1943)
- Лицарський хрест Залізного хреста з дубовим листям
  - лицарський хрест (9 червня 1944)
  - дубове листя (№693; 9 січня 1945)
- Відзначений у Вермахтберіхт (29 липня 1944)